# Keříčkovec žabí
Keříčkovec žabí (Clarias batrachus (Linnaeus, 1758)) je ryba z jižní a jihovýchodní Asie, která díky zvláštnímu dýchacímu orgánu dokáže přežít delší dobu na souši. Silné prsní ploutve jí umožňují přesouvat se na krátké vzdálenosti po pevné zemi. Obývá stojaté teplé hypoxické vody jako jsou rýžová pole. Rychle roste, dorůstá délky až 55 cm. Na prsních ploutvích má jedové trny. Je to všežravec, aktivní v noci.
V zemích svého původu je tato ryba lovena pro jídlo, připravují se z ní pokrmy jako thajský pla duk dan nebo indonéský pecel lele.
Keříčkovec žabí je populární mezi akvaristy, zejména jeho albinotické formy. Na Floridě se tento druh pěstuje v komerční akvakultuře, odkud pronikl do volné přírody a stal se invazním druhem. Je velmi agresivním predátorem, který plení chovné rybníky a v národním parku Everglades likviduje původní druhy. Global Invasive Species Database ho zařadila na seznam stovky nejnebezpečnějších invazních druhů a v řadě zemí byl proto jeho chov zakázán.